# Herceg-Boszniai Horvát Köztársaság
A Herceg-Boszniai Horvát Köztársaság (horvátul: Hrvatska Republika Herceg-Bosna) egy 1991. június 25-én megalakult állam Bosznia-Hercegovinában. Fővárosa Mostar volt. A Bosznia-hercegovinai Föderáció 1994. március 18-án jött létre a Bosznia-Hercegovina és a Horvátország közötti katonai együttműködésről szóló washingtoni egyezmény keretében. Így tehát, mint állam átalakult. Semlegesen még a 10 kantonként is emlegetik.